# 三重県道41号亀山鈴鹿線
三重県道41号亀山鈴鹿線（みえけんどう41ごう かめやますずかせん）は、三重県亀山市から鈴鹿市に至る主要地方道（三重県道）である。

## 概要
車線はほぼ全区間2車線である。

### 路線データ
- 起点：亀山市和田町[2]（和田交差点）
- 終点：鈴鹿市白子町字深田56番2地先[2]（白子町交差点）
- 総延長：12.687km

## 歴史
- 1959年（昭和34年）1月25日 - 三重県道101号亀山鈴鹿線が路線認定を受ける[3]。
- 1993年（平成5年）5月11日 - 建設省から、県道亀山白子線・県道鈴鹿亀山線の一部が亀山鈴鹿線として主要地方道に指定される[4]。
- 1994年（平成6年）4月1日 - 三重県道101号亀山鈴鹿線と三重県道41号亀山白子線を廃止し[5]、新たに三重県道41号亀山鈴鹿線が路線認定を受ける[1]。

## 路線状況

### 重複区間
- 三重県道642号国府白子停車場線（鈴鹿市国府町 - 終点）
- 三重県道643号三行庄野線（鈴鹿市道伯町・忍山神社北交差点 - 鈴鹿市道伯一丁目・道伯交差点）

### 利用状況
交通量
| 地点             | 平日12時間        | 平日24時間        |
| 地点             | 2005年度⇒2010年度 | 2005年度⇒2010年度 |
| 鈴鹿市国府町     | 7,126台⇒ 7,857台  | 9,264台⇒10,450台  |
| 鈴鹿市東旭が丘町 | 9,144台⇒ 9,522台  | 11,156台⇒12,759台 |

## 地理

### 通過する自治体
- 亀山市
- 鈴鹿市

### 交差する道路
- 三重県道28号亀山白山線（亀山市和田町、起点）
- 三重県道54号鈴鹿環状線（鈴鹿市国府町、三重県道642号国府白子停車場線起点）
- 三重県道643号三行庄野線（鈴鹿市道伯町・忍山神社北交差点）
- 三重県道643号三行庄野線（鈴鹿市道伯町・道伯交差点）
- 国道23号中勢バイパス（鈴鹿市野町）
- 三重県道645号上野鈴鹿線（鈴鹿市野町西二丁目・野町交差点）
- 国道23号・三重県道642号国府白子停車場線（終点）

### 沿線にある施設など
沿線は住宅や工場群、水田など変化に富んでいる。
- 鈴鹿回生病院
- 鈴鹿市役所国府地区市民センター
- ホンダロジスティクス住吉物流センター
- 住友電装
- 石垣池
- バロー鈴鹿ショッピングセンター
- 鈴鹿市立白子中学校
- 白子郵便局
- 葬儀会館ティア白子

## 参考資料
- 『県別マップル24 三重県道路地図』（昭文社、2009年3版1刷発行、ISBN 978-4-398-62474-1 、10,13,33,34ページ）